# Yousef Ahmad
Yousef Ahmad (árabe: يوسف أحمد; Doha, 1955) es un artista (escritor, litógrafo, calígrafo), coleccionista y educador artístico catarí.

## Biografía
Nació en el barrio de Al Jasrah, en una familia de cinco hermanos. Su madre es Maryam Al Baker, y su padre Ahmad Al-Homaid, fue buceador de perlas antes de entrar en la Qatar Petroleum.
Se graduó en bellas artes en la Universidad de Helwan haciendo un máster en el Mills College (California).
Impartió apreciación artística en la Universidad de Catar más de 20 años, y ayudó en la formación del Museo árabe de arte moderno.